# Cantón de Saint-Jeoire
El cantón de Saint-Jeoire era una división administrativa francesa que estaba situada en el departamento de Alta Saboya y la región de Ródano-Alpes.

## Composición
El cantón estaba formado por siete comunas:
- La Tour
- Mégevette
- Onnion
- Saint-Jean-de-Tholome
- Saint-Jeoire
- Ville-en-Sallaz
- Viuz-en-Sallaz

## Supresión del cantón de Saint-Jeoire
En aplicación del Decreto n.º 2014-153 de 13 de febrero de 2014, el cantón de Saint-Jeoire fue suprimido el 22 de marzo de 2015 y sus 7 comunas pasaron a formar parte del nuevo cantón de Bonneville.